# Zebragärdsmyg
Zebragärdsmyg (Campylorhynchus fasciatus) är en fågel i familjen gärdsmygar inom ordningen tättingar.

## Utseende och läte
Zebragärdsmygen är en stor och ljudlig gärdsmyg. Den gör skäl för sitt namn med ovansidan, kroppsidorna och stjärten kraftigt tvärbandade i grått och vitt. Bröstet är gråfläckigt. Arten liknar bandryggig gärdsmyg, men saknar kastanjebrunt undertill och har ljusare fläckar på bröstet. Lätena är hårda och raspiga.

## Utbredning och systematik
Zebragärdsmyg delas in i två underarter med följande utbredning:
- C. f. pallescens – torra områden från sydvästra Ecuador till nordvästra Peru (regionerna Tumbes, Piura och Lambayeque).
- C. f. fasciatus – torra områden i västra Peru (södra Piura till Huánuco och norra Lima).

## Levnadssätt
Zebragärdsmygen hittas i torra och halvfuktiga områden, i mer arida miljöer än bandryggig gärdsmyg. Den ses i par eller smågrupper, väl synligt födosökande i buskar och träd.

## Status
Arten har ett stort utbredningsområde och beståndet anses stabilt. Internationella naturvårdsunionen IUCN listar den därför som livskraftig (LC).